# 剣吉館
剣吉館（けんよしたて）は、青森県三戸郡南部町剣吉にあった日本の城。

## 概要
八戸根城と三戸城の中間に位置し、馬淵川の東側の丘陵に東西70メートル×南北100メートルの規模で広がり、居館域は大館と小古館の二つに分かれている。現在跡地は、大館は剣吉小学校校地となっている。

## 沿革
築城時期は不明。戦国時代の城主の北氏は南部家の家老を務め、三戸城の北に屋敷があったので「北殿」と呼ばれた。
天正20年（1592年）の『諸城破却書上』には「糠部郡之内 剣吉 平城 南部左衛門尉 持分」とあり、破却は免れた。